# Between a smile and a tear - a tribute to the Montmartre
Between a smile and a tear - a tribute to the Montmartre er en dokumentarfilm fra 2005 instrueret af Niels Lan Doky.

## Handling
Efter 30 år genåbner det legendariske jazzhus Montmartre i København for to afteners hed jazz i sommeren 2004. Flere af de gamle kendinge fra scenens storhedstid møder op og det samme gør en række yngre musikere på højeste plan. Det kommer der både personskildringer og rigtig god jazz ud af.